# Základní instinkt 2
Základní instinkt 2 je americký thriller režírovaný Michaelem Catonem-Jonesem z roku 2006 v německo-britsko-španělsko-americké koprodukci, který navazuje na film Základní instinkt. Hlavní postavu Catherine Tramellové opět ztvárnila Sharon Stoneová. Úlohu vyšetřovatele Nicka Currena převzal Scotland Yardem jmenovaný psychiatr Dr. Michael Glass v podání Davida Morrisseye, kterého hlavní hrdinka okouzlí a vtáhne do svých vražedných her.
Snímek nebyl kladně přijat, na rozdíl od jeho prequelu, a náklady na výrobu převýšily celosvětové tržby. Na 27. ročníku vyhlášení anticen Zlaté maliny za rok 2006 získal primát v kategoriích nejhorší film, nejhorší herečka v hlavní roli, nejhorší pokračování a nejhorší scénář.

## Obsazení
| Sharon Stoneová       | Catherine Tramell    |
| David Morrissey       | Dr. Michael Glass    |
| Charlotte Ramplingová | Milena Gardoshová    |
| David Thewlis         | Roy Washburn         |
| Hugh Dancy            | Adam Towers          |
| Anne Caillonová       | Laney Wardová        |
| Iain Robertson        | Peter Ristedes       |
| Stan Collymore        | Kevin Franks         |
| Kata Dobó             | Magda                |
| Flora Montgomeryová   | Michelle Broadwinová |
| Jan Chappellová       | Angela               |